# Fire (Scooter)
Fire è un singolo del gruppo musicale tedesco Scooter, pubblicato nel 1997 ed estratto dall'album Age of Love.

## Tracce
- CD Maxi

1. Fire – 3:31
2. Fire (Extended Emergency) – 5:10
3. Choir Dance – 4:19
4. Fire Dub 1 – 4:59

- CD Maxi (USA)

1. Fire (Album Version) – 3:31
2. Fire (Extended Emergency) – 5:10
3. Fire (Klubbheads Remix) – 6:53
4. Fire (DONS Burn Rubber Mix) – 6:32
5. Fire (Dub 2) – 5:12